# Rio All Suite Hotel and Casino
El hotel Rio All Suite Hotel and Casino está localizado en las afueras del Strip de Las Vegas en el condado de Clark, Nevada, EE. UU. El hotel es más conocido solo por The Rio y es propiedad y operado por Harrah's Entertainment. El hotel Rio fue el primer casino completamente de suites en el área de Las Vegas.  
Las torres están cubiertas con un cristal color púrpura y azul. Las 2,563 suites del hotel Rio varían entre 600 ft² a más de 13,000 ft² con ventanas amplias.
El complejo incluye una bodega de b vinos con más de 50,000 botellas. El centro de convenciones Rio Pavilion tiene un total de 160,000 ft² de espacio. El hotel también tiene una barra para ver eventos deportivos.
El hotel también cuenta con un servicio expreso hacia las propiedades de Harrah's como Harrah's Las Vegas, Paris/Bally's y el hotel Caesars Palace.

## Historia

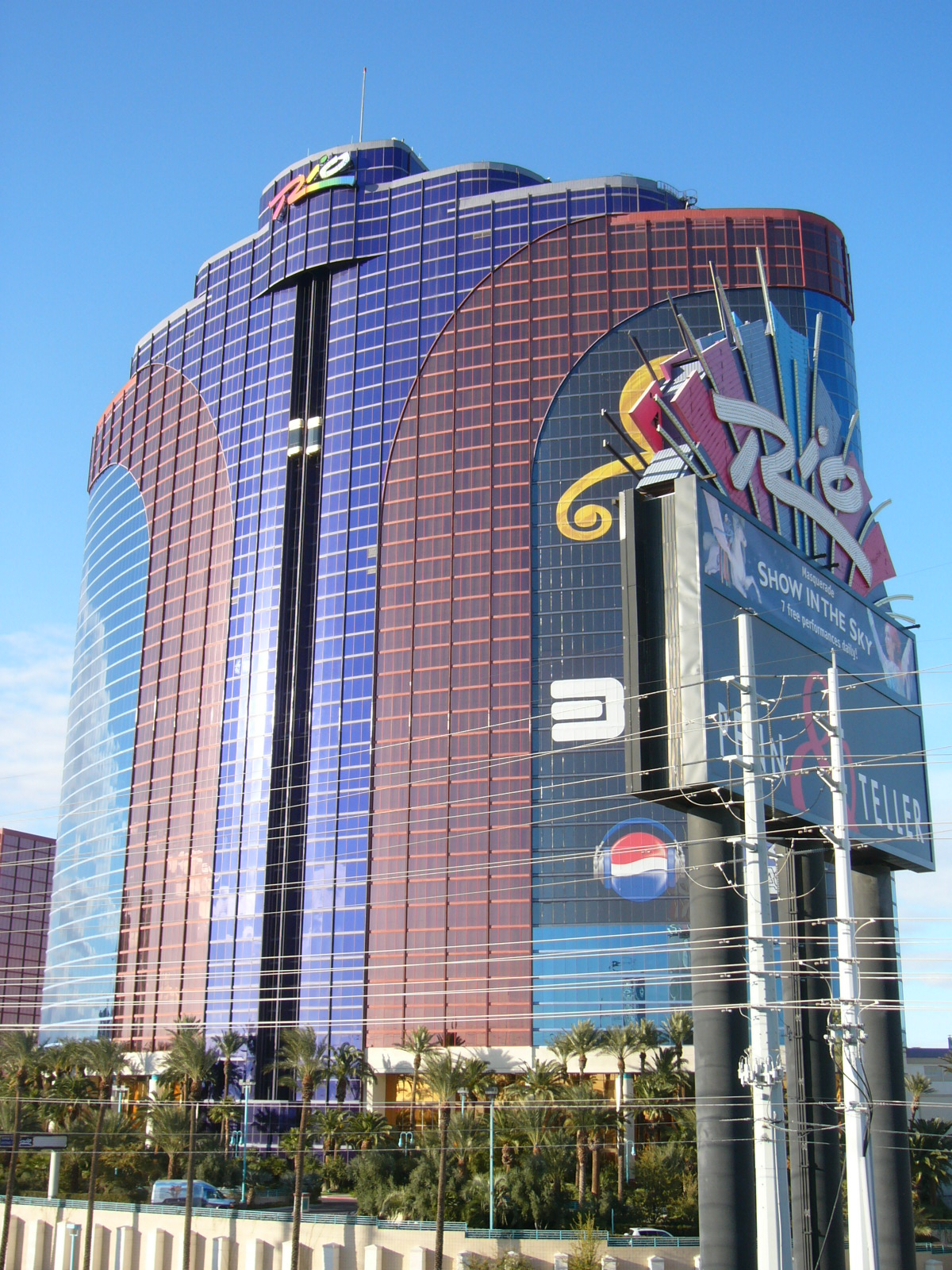
Rio All Suite Hotel and Casino en Las Vegas.

- El 15 de enero de 1990 abrió como un casino local;el hotel fue construido, diseñado y operado por Marnell Corrao Associates. En la apertura estuvieron el grupo brasileño de Sergio Mendes '99 y Henrietta Alves de Nueva Orleans, trayendo el primer acto de dos pianos a Las Vegas, con varios artistas.

- Una expansión de una torre de 20 pisos fue agregada a la torre actual de Ipanema en 1993.

- Danny Gans abrió como la estrella del show en 1996.

- Masquerade Village, fue una expansión de una torre de hotel y casino que incluye Masquerade Show in the Sky, o literalmente en español como "Show Masquarade en el Cielo" abrió en 1997, a un costo de $200 millones.

- El hotel Rio fue comprado en 1999 por Harrah's Entertainment a un costo de $888 millones.

- El teatro de Samba de Río fue la sede del 30 Aniversario de la premier del juego estadounidense The Price is Right transmitido por la cadena CBS y duró dos días como parte del centenario de la ciudad de Las Vegas.

- El hotel fue sede de la Serie Mundial de Poker en el 2005, fue la primera vez que este evento no se celebró en Binion's. Binion fue usado para las tres últimas mesas finales de la competencia como parte de la celebración del centenario de Las Vegas.

## Bufés
The Carnival World Buffet es una de las principales atracciones desde que el casino abrió. Fue el primer buffet en tener varias "estaciones" de cocina, con cocineros cocinando a los clientes en Las Vegas. The Carnival World Buffet es famoso por ser el que llevó a los bufets de Las Vegas bufés a un nuevo nivel de calidad y precio.  The Carnival World Buffet fue tan exitoso que cuando abrió la Masquerade Village incluyó otro buffet de mariscos llamado Village Seafood Buffet.

## Masquerade Village
Masquerade Village es una sección del casino que incluye al espectáculo Masquerade Show in the Sky. El show es un show gratis de brasileños al estilo de los carnavales brasileños, y carrozas de Mardi Gras. El show tiene un escenario con un baile y un espectáculo de canto mientras las carrozas cuelgan del cielo raso y pasan sobre Masquerade Village. Desde las carrozas, los trapecistas arrojan collares y cintas de plásticos con la palabra Rio a la audiencia.